# Сиснерос, Сальвадор
Сальвадо́р Сисне́рос Бетанку́р, марки́з де Са́нта-Луси́я (исп. Salvador Cisneros Betancourt, Marqués de Santa Lucía, 10 февраля 1828 — 28 февраля 1914) — кубинский политик, президент кубинских повстанцев.

## Биография
Сальвадор Сиснерос происходил из одной из богатейших семей Кубы. В молодости он учился в Филадельфии (США). По возвращении на родину принял участие в деятельности подпольных организаций, ставящих целью независимость Кубы от Испании. После начала первой войны за независимость Кубы освободил принадлежавших ему рабов и направил своё имущество на поддержку дела революции. Когда в 1869 году повстанцы провозгласили Кубинскую республику — Сальвадор Сиснерос был избран председателем Палаты представителей, а в 1873 году стал президентом революционной Кубы, пробыв на этом посту до 1875 года. В 1878 году протестовал против заключения Санхонского договора.
Во время третьей войны за независимость Кубы Сальвадор Сиснерос в 1895—1897 годах вновь был президентом революционной Кубы.